# 宮原義辰
宮原 義辰（みやはら よしとき）は、江戸時代前期の高家旗本。主膳。

## 生涯
宮原晴克の子として生まれる。母は某氏。
寛永19年（1642年）12月23日、遺領を相続する。正保元年（1644年）2月15日、将軍徳川家光に初めて御目見する。
寛文9年（1670年）12月2日、死去。44歳。法名は源心。

## 家族
○出典：『寛政重修諸家譜』
父母
- 父：宮原晴克
- 母：某氏

妻
- 織田信当の娘

子女
- 宮原義真
- 喜連川氏春 - 喜連川昭氏の養子となる
- 女子 - 杉浦政令の妻